# Liceo Classico Enea Silvio Piccolomini
Il Liceo Ginnasio Enea Silvio Piccolomini è il liceo classico di Siena, situato in Prato di S. Agostino, all'interno del convitto Tolomei.

## Storia
A seguito del decreto di Leopoldo II di Lorena per il riordino scolastico della Toscana, emanato il 30 giugno 1852, fu istituito a Siena un Liceo Filosofico, annesso alla locale Università, che garantisse un percorso propedeutico agli insegnamenti universitari.
L'istituto nel corso di dieci anni si strutturò in forma autonoma come Ginnasio municipale e Liceo statale. Il Liceo Ginnasio Siena fu quindi inaugurato il 17 novembre 1862.
Entrambi gli istituti ebbero sede nei locali del Collegio Tolomei, presso l'antico Convento di Sant'Agostino, ad eccezione che nel periodo fra 1863 e 1867 durante il quale il Liceo si installò nelle stanze dell'Università senese e il Ginnasio presso i locali del Convento di San Domenico, dove rimase fino al 1877. Anche durante il periodo della Prima Guerra Mondiale le due scuole furono temporaneamente trasferite.
Nel 1865, il Ministero della Pubblica Istruzione emanò una circolare nella quale si indicava che i licei dovessero essere intitolati ai maggiori scrittori e pensatori italiani. Il Liceo di Siena, non senza polemiche, scelse di intitolarlo a Francesco Guicciardini. Nel 1932 fu cambiata l'intitolazione con quella attuale, dedicata al grande studioso umanista senese Enea Silvio Piccolomini, divenuto Papa Pio II.
Nel 1867 il liceo di Siena, insieme agli altri istituti toscani, fu parificato ai licei del Regno d'Italia, uniformandone il percorso da 2 a 3 anni. Nell'anno scolastico 1870-1880 fu inserita la ginnastica fra le materie, ciò che portò poi alla creazione della "Polisportiva Mens Sana".
Negli anni del Fascismo ci fu un graduale incremento nella popolazione scolastica e, dopo il trasferimento della scuola in altri locali durante la guerra, nel dicembre 1945, il liceo rientrò definitivamente nella sua sede nel convento di Sant'Agostino.
Dal 2000 il Liceo è entrato a far parte dell'Istituto comprensivo Piccolomini di Siena, che comprende il Liceo Classico E.S. Piccolomini, il Liceo Musicale E. S. Piccolomini, il Liceo Scienze Umane e Economiche Santa Caterina da Siena e il Liceo Artistico Duccio di Buoninsegna.

## Allievi
Il Liceo Classico Enea Silvio Piccolomini vanta di aver avuto tra i suoi studenti grandi letterati e intellettuali della storia dell'Italia; tra essi figurano:
- Mario Luzi
- Mario Verdone
- Emilio Giannelli
- Enrico Micheli
- Mauro Barni
- Enzo Tiezzi
- Bernardo Corradi
- Enzo Cheli
- Rino Rappuoli